# 小吸蜜蜂鸟
小吸蜜蜂鸟（学名：Mellisuga minima），是雨燕目蜂鸟科的一种鸟类。
小吸蜜蜂鸟体重约2.4克，翼长约36.3毫米，嘴峰长约11.2毫米，喙宽度约1.3毫米，喙厚度约1.1毫米，跗蹠长约3.5毫米，尾长约19.2毫米。小吸蜜蜂鸟在其分布区内为留鸟，其栖息在半开放的人工改造的环境中，食性为草食性，主要食物来源是植物的花蜜。

## 亚种
- ：分布于牙买加。
- ：分布于伊斯帕尼奥拉岛、戈纳夫岛、托尔蒂岛、绍纳岛、卡塔利娜岛和瓦什岛。[4]